# Odia Coates
Odia Coates (1942 - 19 de maio de 1991) foi uma cantora americana, mais conhecida por seus trabalhos com o cantor e compositor canadense Paul Anka.

## Início
Filha de um pastor evangélico, Odia Coates nasceu em Vicksburg, Mississippi, mas ainda muito jovem sua família mudou-se para Watts, na Califórnia. Desde a infância ela cantou no coral da igreja e posteriormente passou a fazer parte do Southern California State Youth Choir.

## Trabalhos com Paul Anka
Coates é mais conhecida por seu dueto com Paul Anka na canção "(You're) Having My Baby", que chegou ao topo das paradas da Billboard em 1974. Eles gravaram vários outros duetos que chegaram entre as 20 primeiras posições, tais como "One Man Woman/One Woman Man", "I Don't Like To Sleep Alone" e "(I Believe) There's Nothing Stronger Than Our Love". Coates também gravou "Make It Up To Me in Love", uma continuação de "One Man Woman/One Woman Man", com Paul Anka em 1977. Embora a faixa com características disco fosse um dos melhores trabalhos do produtor Tom Moulton, a canção não chegou às paradas.

## Trabalho solo
Ela teve pequenos sucessos como artista solo como o da canção composta por Paul Anka, "You Come And You Go". Também obteve outro sucesso no Top 10, "Country Roads" com John Denver em 1971. Coates veio depois a gravar a canção sozinha, conseguindo algum sucesso.

## Morte
Odia Coates faleceu em consequência de um câncer de mama em 1991, aos 49 anos.